# 陳瑀希
陳瑀希（1989年10月9日—），藝名小茉莉，是一位出生於臺灣桃園的藝人。
她在打工發傳單時被業餘攝影師發掘，因而被推薦至《全民最大黨》、《國光幫幫忙》等綜藝節目擔任助理主持或來賓。
2014年，她在首度參加「2014FHM男人幫-百大性感美女」票選後獲得網友票選排名第11名，並在經歷第二、三階段專業評審票選後獲得最終排名第14名。

## 影視作品

### 電視節目主持、助理
- 台視
  - 《愛玩咖》[5]

- 中視
  - 《超級歌喉讚》讚女郎(2013年3月30日)
  - 《超級模王大道》助理(2012年7月)

- 三立都會台
  - 《國光幫幫忙》助理主持

- 衛視中文台
  - 《歡樂幸運星》助理[6]
  - 《移動星樂園》助理
  - 《冠軍任務》[7]

- 中天綜合台
  - 《黃金300秒》小天使助理
  - 《大家來報喜》助理

- 中天娛樂台
  - 《全民最大黨》助理
  - 《全民大新聞》助理
  - 《財神大地主》助理

- 狼谷競技台
  - 《GAME什麼東西》

#### 網路
- Yahoo！奇摩
  - 《名人太會考》(主持集數為20140715及20140722兩集)

- 酷瞧
  - 《無字臉書》
  - 《我要POKE名人》[8]

### 電視節目錄影
- 民視
  - 《綜藝大集合》
  - 《舞力全開》(2014年8月17日)

- 台視
  - 《萬萬沒想到－女王的密室第貳彈》(2015年7月11日)
  - 《奇幻島》(2016年7月16日)

- 中視
  - 《綜藝大本營》(2011年~2012年3月30日)
  - 吉羊唱旺好運來(中視2015除夕過年特別節目，2015/2/18)
  - 《萬秀大勝利》(2015年7月19日)
  - 《飢餓遊戲》

- 華視
  - 《天才衝衝衝》

- 公視
  - 《爸媽冏很大》

- 八大綜合台
  - 《娛樂百分百》
  - 《我們都來了》
  - 《美味搜查線》

- 三立都會台
  - 《國光幫幫忙》
  - 《綜藝大熱門》
  - 《型男大主廚》
  - 《綜藝玩很大》(2015年8月8日、2015年8月15日)

- 衛視中文台
  - 《歡樂智多星》
  - 《冠軍任務》
  - 《WOW！侯麻吉》(2013年11月26日)
  - 《瘋神無雙》(2014年6月14日、2015年7月26日)
  - 《一袋女王》(2014年6月30日、2015年8月5日、2016/8/17)
  - 《旅行應援團》(2014年8月3日)
  - 《世界我做煮(2014年8月9日)
  - 《女人234》

- 東森綜合台
  - 《現在才知道》(2015年7月22日)
  - 《醫師好辣》

- 超視
  - 《頂尖對決》2014年7月5日，節目現已停播。

- 中天綜合台
  - 《大學生了沒》
  - 《康熙來了》(2014年5月26日、2014年6月20日)
  - 《真的！了不起》
  - 《真的不一樣》
  - 《SS小燕之夜》(2014年10月8日)
  - 《小明星大跟班》
  - 《麻辣天后傳》

- 東風衛視
  - 《美麗說達人》2013/6/27、2014/10/13及2014/11/4的節目。

- 年代MUCH台
  - 《至尊百家樂》(2013/6/6、2013/6/7)
  - 《校花來了》(2015/9/14、2015/9/22)

- 中天娛樂台
  - 《全民大笑花》
  - 《寵物大聯萌》(2016/6/26)
  - 《天天樂財神》

- 東森新聞訪問
  - (2013年6月14日、2014年6月27日)

- 東森財經新聞台訪問
  - (2014年9月24日)

- 中天新聞訪問
  - (2015年11月30日)

- 三立新聞訪問 
  - (2012年12月24日、2014年6月10日)

- 非凡新聞訪問
  - (2013年12月7日、2014年10月14日)

- 緯來體育台
  - 緯來體育新聞 體育新聞賀喜小學堂(2014緯來體育台過年特別節目，2014/2/1~2014/2/2)

- MTV
  - 《校園大人物》2014/8/2的節目

- 狼谷競技台
  - Fiv5鬪龍虎門 2018/11/24
  - FIVE鬪狼谷群星賀新春 (狼谷競技台2019除夕過年特別節目，2019/2/4)
  - 斗內大善人 2019/4/21

- 東南衛視
  - 《台秀大玩家》

#### 網路
- Yahoo！奇摩
  - 《正妹太會考》[9]
  - 《時尚女人窩》[10]

- 酷瞧
  - 《我要POKE名人》[11]

- LIVEhouse.in
  - 《今夏 誰來表特》[12]

## 音樂作品

### 單曲
- 2019年 《beanfun!瑀希》

## 戲劇演出

#### 網路劇
| 年份   | 播出頻道/平台 | 劇名             | 角色   | 導演   |
| ------ | ------------- | ---------------- | ------ | ------ |
| 2015年 | 樂視網        | 阿憲走著瞧       | 小苿莉 | 吳宗憲 |
| 2015年 | 樂視網        | PMAM之慾望俱樂部 | 小苿莉 | 陳彥銘 |
| 2015年 | LINE TV       | 瘋狂殺手         | Mary   |        |
| 2017年 | 樂視網        | 我的胡攪年代     | 茉莉   | 左孝虎 |
| 2018年 | 酷瞧          | N世代            | 白芷薇 | 姜寧   |

#### 電影
| 年份 | 劇名         | 角色   | 導演   | 備註       |
| ---- | ------------ | ------ | ------ | ---------- |
| 2016 | 風雲高手     | 羅美美 | 張清峰 | 2015年拍攝 |
| 2017 | 最完美的女孩 | 米楚   | 金沛晟 | 2016年拍攝 |

## 廣告

### 平面
- ALL RILD平面廣告 (2012)

### 電視
- 嬌聯蘇菲衛生棉【郭采潔篇】(時間未知)
- 2012海峽兩岸棒球對抗賽 (2012)
- Samsung Galaxy S4 【小S貞子篇】 (2013)
- 1111人力銀行 【2014更上一層樓篇】  (2014)
- 網樂科技手機遊戲《發射吧！硬漢》(2014)
- beanfun!2019年度品牌廣告20秒TVC（代言人：陳瑀希）
- 手機遊戲《神命：天選之人》(2019)

## 得獎紀錄
| 年份   | 頒獎典禮                         | 結果   |
| ------ | -------------------------------- | ------ |
| 2014年 | 2014FHM男人幫-百大性感美女       | 第14名 |
| 2014年 | ettoday新聞雲2014新宅男女神      | 第3名  |
| 2015年 | 2015FHM男人幫-百大性感美女       | 第17名 |
| 2016年 | 2016網路溫度人氣大賞-網路HOT女神 | 第2名  |

## 外部連結
- 小茉莉-陳瑀希的Facebook專頁
- 陳瑀希的Instagram帳戶
- 小茉莉-陳瑀希的新浪微博